# Mikel Arteta
Mikel Arteta Amatriain (* 26. März 1982 in San Sebastián) ist ein ehemaliger spanischer Fußballspieler und heutiger -trainer.
Er ist, abgesehen von einer halbjährigen Unterbrechung, seit 2002 als Spieler und Trainer in Großbritannien tätig – als Spieler in Schottland bei den Glasgow Rangers und in England beim FC Everton sowie beim FC Arsenal. Zudem war er während seiner aktiven Karriere auch spanischer Nachwuchsnationalspieler. Seit seinem Karriereende 2016 war er Co-Trainer von Manchester City, seit dem 22. Dezember 2019 ist er Cheftrainer des FC Arsenal.

## Spielerkarriere

### Verein
Arteta, der baskische Wurzeln hat, entstammt der Jugend des FC Barcelona. Bereits als 15-Jähriger lief er für die zweite Mannschaft des Vereins auf, konnte sich aber nie für die erste Mannschaft empfehlen. Daher wurde er im Januar 2001 auf Leihbasis an Paris Saint-Germain abgegeben, bei denen er unter anderem an der Seite von Ronaldinho spielte.
Nach Ende des Leihgeschäfts wechselte er im Sommer 2002 nach Schottland zu den Glasgow Rangers, mit denen er neben dem Titel in der Scottish Premier League auch den schottischen Pokal und den Ligapokal gewann. Zwar hatte er sich in der ersten Saison schnell einen Stammplatz erspielt, jedoch bremsten Verletzungen und Formverlust ihn im zweiten Jahr aus.
Deshalb kehrte er 2004 nach Spanien zurück und ersetzte den zum FC Liverpool abgewanderten Xabi Alonso bei Real Sociedad. Da er sich jedoch nicht durchsetzen konnte, wurde er im Januar 2005 an den FC Everton ausgeliehen. Nach einer erfolgreichen Saison mit dem Verein, in der die Qualifikationsspiele für die UEFA Champions League erreicht wurden, wurde er im Sommer fest unter Vertrag genommen. Im Sommer 2006 und im Folgejahr wurde Arteta von den Anhängern Evertons als Spieler des Jahres ausgezeichnet. Im Juni 2007 unterschrieb er einen neuen, bis 2012 datierten Vertrag.
Am 31. August 2011 verpflichtete der FC Arsenal Arteta. Er unterschrieb einen Vierjahresvertrag bis zum 30. Juni 2015 und erhielt die Rückennummer 8. Zur Saison 2014/15 übernahm Arteta das Kapitänsamt vom zum FC Barcelona gewechselten Thomas Vermaelen. Arteta absolvierte in 5 Jahren 150 Pflichtspiele für den Verein, konnte 16 Tore und elf Assists beisteuern und gewann mit ihm je zweimal den FA Cup sowie den englischen Supercup. Mit 34 Jahren beendete er im Frühjahr 2016 seine aktive Karriere.

### Nationalmannschaft
Für spanische Nachwuchsnationalmannschaften absolvierte Arteta 42 Partien und erzielte sieben Tore.

## Trainerkarriere
Zur Saison 2016/17 wurde der Spanier als Assistent des neuen Cheftrainers Pep Guardiola bei Manchester City angestellt. Am 1. Spieltag der UEFA Champions League 2018/19 vertrat Arteta den gesperrten Guardiola bei der 1:2-Niederlage gegen Olympique Lyon an der Linie.
Am 22. Dezember 2019 übernahm Arteta den FC Arsenal, der nach dem 18. Spieltag der Saison 2019/20 mit 23 Punkten auf dem 11. Platz stand, als Cheftrainer. Er folgte auf den Interimstrainer Freddie Ljungberg, der wiederum die Mannschaft nach der Trennung von Unai Emery in 6 Pflichtspielen betreut hatte und neben Albert Stuivenberg und Steve Round Artetas Co-Trainer wurde. Die Saison wurde auf dem achten Platz beendet. Durch den Gewinn des FA Cups, ein 2:1-Sieg gegen den FC Chelsea, qualifizierte man sich für die Gruppenphase der UEFA Europa League.
In der Saison 2020/21 belegte der FC Arsenal zum wiederholten Male den achten Tabellenplatz. In der UEFA Europa League mussten sie sich im Halbfinale dem FC Villarreal geschlagen geben. In der darauffolgenden Spielzeit gelang es den Londonern, sich mit dem Erreichen des fünften Platzes über die Liga für den europäischen Wettbewerb zu qualifizieren.
Die Saison 2022/23 wurde zur bis dato erfolgreichsten für Arsenal unter Arteta. Am 12. März 2023 feierte er gegen den FC Fulham seinen 100. Sieg in seinem 168. Spiel. Er hatte zu dem Zeitpunkt damit die beste Siegquote aller bisherigen Arsenal-Trainer. Arsenal war vom dritten bis zum 32. Spieltag Tabellenführer, rutschte durch einen missglückten Endspurt – mit nur vier Siegen aus den letzten zehn Ligapartien – jedoch noch auf den zweiten Platz ab. Dennoch war dies die beste Platzierung für die Londoner seit 2016.

## Titel

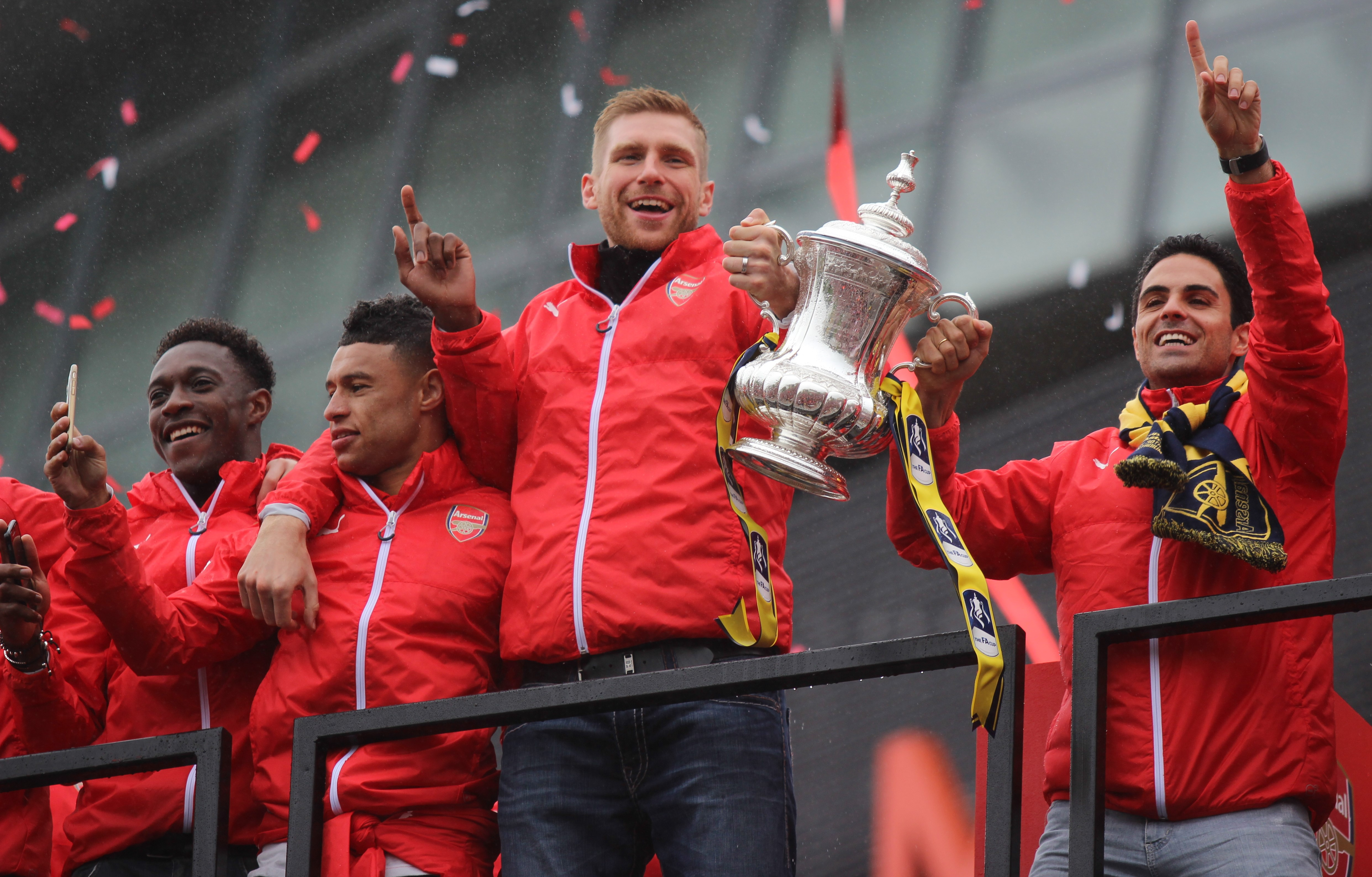
Arteta und Per Mertesacker mit dem FA Cup (2015)

### Als Spieler
Schottland
- Meister: 2003
- Pokalsieger: 2003
- Ligapokalsieger: 2003

England
- Pokalsieger: 2014, 2015
- Supercupsieger: 2014, 2015

### Als Cheftrainer
- Englischer Pokalsieger: 2020
- Englischer Supercupsieger: 2020, 2023

## Auszeichnungen
- 2024: Offizier des Ordens de Isabel la Católica[9]